# Maylandia heteropicta
Maylandia heteropicta è un pesce d'acqua dolce appartenente alla famiglia Cichlidae e alla sottofamiglia Pseudocrenilabrinae. 

## Distribuzione e habitat
È una specie endemica nel Malawi. Nuota tra i 5 e i 10 m di profondità.

## Descrizione
Presenta un corpo cilindrico, solo leggermente compresso ai lati e con la testa arrotondata. La colorazione è nera a striature azzurre verticali, più larghe sul dorso. Non supera gli 8,6 cm.

## Biologia

### Alimentazione
Si nutre di plancton e Perifiton.

### Riproduzione
È oviparo ed incubatore orale. La fecondazione è esterna.

## Acquariofilia
Maylandia heteropicta è allevata in acquari per mbuna da appassionati.

## Conservazione
Viene classificata come "vulnerabile" (VU) dalla lista rossa IUCN perché questa specie ha un areale piuttosto limitato e la pesca per l'acquariofilia e di sussistenza ne stanno riducendo la popolazione.